# Jan-Lennard Struff
Jan-Lennard Struff (Warstein, Alemanya, 25 d'abril de 1990) és un jugador de tennis professional alemany.
Ha guanyat tres títols de dobles que li van permetre arribar a la 39ena posició del rànquing de l'ATP, mentre que individualment va arribar al 55è lloc.
Els millors resultats de Struff han estat arribar a les semifinals dels torneigs ATP de Marsella, Múnic i Metz de 2014 a les de Winston-Salem i St. Petersburg de 2017. També va assolir les semifinals dels dobles masculins de l'Open d'Austràlia de 2018, formant parella amb Ben McLachlan, on s'inclou una victòria contra els favorits, Łukasz Kubot i Marcelo Melo.

## Palmarès

### Individual: 4 (1−3)
| Llegenda                          |
| --------------------------------- |
| Grand Slams (0−0)                 |
| ATP Finals (0−0)                  |
| ATP World Tour Masters 1000 (0−1) |
| ATP World Tour 500 (0−0)          |
| ATP World Tour 250 (1−2)          |

| Títols per superfície |
| --------------------- |
| Dura (0−0)            |
| Gespa (0−1)           |
| Terra batuda (1−2)    |

| Resultat  | Núm. | Data               | Torneig             | Superfície   | Oponent               | Marcador            |
| --------- | ---- | ------------------ | ------------------- | ------------ | --------------------- | ------------------- |
| Finalista | 1.   | 2 de maig de 2021  | Múnic, Alemanya     | Terra batuda | Níkoloz Bassilaixvili | 4−6, 6−7(5)         |
| Finalista | 2.   | 7 de maig de 2023  | Madrid, Espanya     | Terra batuda | Carlos Alcaraz        | 4−6, 6−3, 3−6       |
| Finalista | 3.   | 19 de juny de 2023 | Stuttgart, Alemanya | Gespa        | Frances Tiafoe        | 6−4, 6−7(1), 6−7(8) |
| Guanyador | 1.   | 21 d'abril de 2024 | Múnic               | Terra batuda | Taylor Fritz          | 7−5, 6−3            |

### Dobles masculins: 8 (4−4)
| Llegenda                          |
| --------------------------------- |
| Grand Slams (0−0)                 |
| ATP Finals (0−0)                  |
| ATP World Tour Masters 1000 (0−0) |
| ATP World Tour 500 (2−2)          |
| ATP World Tour 250 (2−2)          |

| Títols per superfície |
| --------------------- |
| Dura (4−3)            |
| Gespa (0−0)           |
| Terra batuda (0−1)    |

| Resultat  | Núm. | Data                   | Torneig                    | Superfície   | Parella           | Oponents                        | Marcador            |
| --------- | ---- | ---------------------- | -------------------------- | ------------ | ----------------- | ------------------------------- | ------------------- |
| Finalista | 1.   | 13 de gener de 2018    | Sydney, Austràlia          | Dura         | Viktor Troicki    | Łukasz Kubot Marcelo Melo       | 3−6, 4−6            |
| Guanyador | 1.   | 7 d'octubre de 2018    | Tòquio, Japó               | Dura         | Ben McLachlan     | Raven Klaasen Michael Venus     | 6−4, 7−5            |
| Guanyador | 2.   | 12 de gener de 2019    | Auckland, Nova Zelanda     | Dura         | Ben McLachlan     | Raven Klaasen Michael Venus     | 6−3, 6−4            |
| Finalista | 2.   | 2 de març de 2019      | Dubai, Emirats Àrabs Units | Dura         | Ben McLachlan     | Rajeev Ram Joe Salisbury        | 6−7(4), 3−6         |
| Guanyador | 3.   | 22 de setembre de 2019 | Metz, França               | Dura (i)     | Robert Lindstedt  | Nicolas Mahut É. Roger-Vasselin | 2−6, 7−6(1), [10−4] |
| Finalista | 3.   | 16 de febrer de 2020   | Rotterdam, Països Baixos   | Dura (i)     | Henri Kontinen    | P-H. Herbert Nicolas Mahut      | 6−7(5), 6−4, [7−10] |
| Guanyador | 4.   | 2 de març de 2024      | Dubai                      | Dura         | Tallon Griekspoor | Ivan Dodig Austin Krajicek      | 6−4, 4−6, [10−6]    |
| Finalista | 4.   | 21 d'abril de 2024     | Múnic, Alemanya            | Terra batuda | Andreas Mies      | Yuki Bhambri Albano Olivetti    | 6−7(6), 6−7(5)      |

## Trajectòria

### Individual
| Open d'Austràlia | A   | A   | Q3          | 1R          | 1R          | Q2    | 1R          | 2R          | 1R          | 1R          | 1R    | 1R | 1R | 2R | 0 / 8     | 2 – 8     |
| Roland Garros | A   | A   | 1R          | 2R          | 1R          | 1R    | 1R          | 2R          | 4R          | 2R          | 4R    |    | 1R |    | 0 / 10    | 9 – 10    |
| Wimbledon | A   | A   | 2R          | 1R          | 1R          | 1R    | 2R          | 3R          | 3R          | NC          | 1R    | 1R |    |    | 0 / 9     | 5 – 9     |
| US Open | Q1  | A   | 1R          | 2R          | Q2          | 1R    | 1R          | 3R          | 2R          | 3R          | 1R    |    |    |    | 0 / 8     | 6 – 8     |
| Jocs Olímpics | NC  | A   | No celebrat | No celebrat | No celebrat | 1R    | No celebrat | No celebrat | No celebrat | No celebrat | 2R    | NC | NC |    | 0 / 2     | 1 – 2     |
| Victòries − Derrotes | 0−0 | 0−0 | 4−9         | 15−17       | 5−19        | 13−18 | 28−29       | 23−25       | 35−29       | 15−15       | 26−30 |    |    |    | 165 – 195 | 165 – 195 |
| Rànquing a final d'any | 239 | 168 | 107         | 59          | 107         | 63    | 53          | 57          | 35          | 36          | 51    |    |    |    |           |           |
| Llegenda: G: Guanyador; F: Finalista; SF: Semifinalista; QF: Quarts de final; Q: Qualificació; A: Absent; RR: Round Robin; |     |     |             |             |             |       |             |             |             |             |       |    |    |    |           |           |

### Dobles masculins
| Open d'Austràlia | A   | A           | A           | 1R          | A   | 1R          | SF          | 1R          | QF          | A     | 2R | A  | 0 / 6   | 8 – 6   |
| Roland Garros | A   | A           | A           | 1R          | A   | 2R          | 1R          | 1R          | 1R          | 3R    | A  | 1R | 0 / 6   | 3 – 6   |
| Wimbledon | A   | A           | 2R          | A           | 2R  | 1R          | QF          | 1R          | NC          | A     | A  |    | 0 / 5   | 5 – 5   |
| US Open | A   | A           | 2R          | A           | A   | 1R          | 1R          | 1R          | 1R          | 1R    | A  |    | 0 / 6   | 1 – 6   |
| Jocs Olímpics | A   | No celebrat | No celebrat | No celebrat | A   | No celebrat | No celebrat | No celebrat | No celebrat | QF    | NC | NC | 0 / 1   | 2 − 1   |
| Total Victòries−Derrotes                                                                                                   | 0−1 | 0−1         | 4−7         | 4−10        | 4−6 | 3−12        | 34−21       | 20−19       | 9−8         | 11−13 |    |    | 90 – 98 | 90 – 98 |
| Rànquing a final d'any | 404 | 450         | 169         | 162         | 182 | 190         | 22          | 56          | 53          | 69    |    |    |         |         |
| Llegenda: G: Guanyador; F: Finalista; SF: Semifinalista; QF: Quarts de final; Q: Qualificació; A: Absent; RR: Round Robin; |     |             |             |             |     |             |             |             |             |       |    |    |         |         |